# Långgöl (Västra Eds socken, Småland)
Långgöl är en sjö i Västerviks kommun i Småland och ingår i Vindåns huvudavrinningsområde. Sjön är 4 meter djup, har en yta på 0,133 kvadratkilometer och befinner sig 47 meter över havet.

## Delavrinningsområde
Långgöl ingår i det delavrinningsområde (644114-153971) som SMHI kallar för Utloppet av Vindommen. Medelhöjden är 49 meter över havet och ytan är 79,36 kvadratkilometer. Räknas de 13 avrinningsområdena uppströms in blir den ackumulerade arean 231,38 kvadratkilometer. Avrinningsområdets utflöde Vindån (Fänån) mynnar i havet. Avrinningsområdet består mestadels av skog (54 procent) och jordbruk (19 procent). Avrinningsområdet har 13,78 kvadratkilometer vattenytor vilket ger det en sjöprocent på 17,4 procent.